# Karel Abraham
Karel Abraham, né le 2 janvier 1990 à Brno en République tchèque, est un pilote de Moto GP. Parmi ses exploits, il signe son premier podium au Japon en 2010 et sa première victoire à Valence en 2010 en Moto 2
Il effectue la saison suivante ses grands débuts en MotoGP au guidon d'une Ducati. En 2017, il revient en MotoGP après une saison en Superbike. Après une saison réussie, il prolonge son aventure en 2018 dans le même team mais qui a changé de nom : Angel Nieto en hommage au pilote décédé.
Pour la saison 2019, le pilote tchèque trouve un accord avec le team Avintia et pilotera une Ducati. Il est le coéquipier de Tito Rabat,.

## Statistiques

### Championnat du monde de vitesse moto

#### Par années
(Mise à jour après le  Grand Prix moto de Valence 2018)
| Sais  | Cat.    | Moto    | Course | Vict | Pod | Pole | M.tour | Pts | Class |
| ----- | ------- | ------- | ------ | ---- | --- | ---- | ------ | --- | ----- |
| 2005  | 125 cm³ | Aprilia | 15     | 0    | 0   | 0    | 0      | 0   | -     |
| 2006  | 125 cm³ | Aprilia | 16     | 0    | 0   | 0    | 0      | 8   | 24e   |
| 2007  | 250 cm³ | Aprilia | 17     | 0    | 0   | 0    | 0      | 31  | 16e   |
| 2008  | 250 cm³ | Aprilia | 15     | 0    | 0   | 0    | 0      | 40  | 16e   |
| 2009  | 250 cm³ | Aprilia | 16     | 0    | 0   | 0    | 0      | 74  | 14e   |
| 2010  | Moto2   | FTR     | 14     | 1    | 2   | 0    | 1      | 96  | 10e   |
| 2011  | MotoGP  | Ducati  | 16     | 0    | 0   | 0    | 0      | 64  | 14e   |
| 2012  | MotoGP  | Ducati  | 14     | 0    | 0   | 0    | 0      | 59  | 14e   |
| 2013  | MotoGP  | ART     | 9      | 0    | 0   | 0    | 0      | 5   | 24e   |
| 2014  | MotoGP  | Honda   | 18     | 0    | 0   | 0    | 0      | 33  | 17e   |
| 2015  | MotoGP  | Honda   | 10     | 0    | 0   | 0    | 0      | 0   | NC    |
| 2017  | MotoGP  | Ducati  | 18     | 0    | 0   | 0    | 0      | 32  | 20e   |
| 2018  | MotoGP  | Ducati  | 18     | 0    | 0   | 0    | 0      | 12  | 23e   |
| Total |         |         | 184    | 1    | 2   | 0    | 1      | 443 |       |

#### Par courses
| Année | Cat.    | Moto    | 1       | 2       | 3       | 4       | 5       | 6       | 7       | 8       | 9       | 10      | 11      | 12      | 13      | 14      | 15      | 16      | 17      | 18      | 19     | Classement | Points |
| ----- | ------- | ------- | ------- | ------- | ------- | ------- | ------- | ------- | ------- | ------- | ------- | ------- | ------- | ------- | ------- | ------- | ------- | ------- | ------- | ------- | ------ | ---------- | ------ |
| 2005  | 125 cm³ | Aprilia | SPA 22  | POR Ab. | CHN 27  | FRA 21  | ITA 27  | CAT Ab. | NED Ab. | GBR 17  | GER 17  | CZE Ab. | JPN 28  | MAL Ret | QAT 28  | AUS     | TUR 18  | VAL Ret |         |         |        | -          | -      |
| 2006  | 125 cm³ | Aprilia | SPA 23  | QAT 24  | TUR 22  | CHN 26  | FRA 25  | ITA Ab. | CAT 21  | NED Ab. | GBR 28  | GER Ret | CZE Ab. | MAL 18  | AUS 17  | JPN 13  | POR 11  | VAL Ret |         |         |        | 24e        | 8      |
| 2007  | 250 cm³ | Aprilia | QAT Ab. | SPA 15  | TUR 12  | CHN Ab. | FRA Ab. | ITA 16  | CAT 14  | GBR 10  | NED 15  | GER Ret | CZE 14  | RSM 14  | POR 10  | JPN Ab. | AUS 13  | MAL 12  | VAL Ret |         |        | 16e        | 31     |
| 2008  | 250 cm³ | Aprilia | QAT 7   | SPA 13  | POR 16  | CHN Ab. | FRA Ab. | ITA 7   | CAT Ab. | GBR 12  | NED Ab. | GER Ab. | CZE Ab. | RSM 10  | IND     | JPN     | AUS 11  | MAL 12  | VAL 17  |         |        | 16e        | 40     |
| 2009  | 250 cm³ | Aprilia | QAT Ab. | JPN 9   | SPA Ab. | FRA 12  | ITA 13  | CAT 8   | NED 7   | GER Ab. | GBR 14  | CZE Ab. | IND 10  | SMR 11  | POR 10  | AUS 6   | MAL 12  | VAL 6   |         |         |        | 14e        | 74     |
| 2010  | Moto2   | FTR     | QAT 14  | SPA 28  | FRA Ab. | ITA 17  | GBR Ab. | NED 9   | CAT 4   | GER 5   | CZE     | IND     | SMR     | ARA 18  | JPN 3   | MAL 6   | AUS 10  | POR 10  | VAL 1   |         |        | 10e        | 96     |
| 2011  | MotoGP  | Ducati  | QAT 13  | SPA 7   | POR Ab. | FRA 10  | CAT 10  | GBR 7   | NED Ab. | ITA 12  | GER 12  | USA 11  | CZE Ab. | IND Ab. | SMR 12  | ARA Ab. | JPN     | AUS 10  | MAL C   | VAL 8   |        | 14e        | 64     |
| 2012  | MotoGP  | Ducati  | QAT Ab. | ESP 17  | POR Ab. | FRA Ab. | CAT 12  | GBR WD  | NED DNS | ALL     | ITA     | USA 10  | IND 8   | RTC 9   | RSM Ab. | ARA 9   | JPN 11  | MAL 10  | AUS 9   | VAL 7   |        | 14e        | 59     |
| 2013  | MotoGP  | ART     | QAT Ab. | TEX DNS | ESP DNS | FRA 15  | ITA 15  | CAT Ab. | NED 15  | GER 18  | USA 14  | IND DNS | CZE 19  | GBR     | RSM Ab. | ARA     | MAL     | AUS     | JPN     | VAL     |        | 24e        | 5      |
| 2014  | MotoGP  | Honda   | QAT 13  | AME 14  | ARG 13  | SPA Ab. | FRA 15  | ITA 12  | CAT Ab. | NED 14  | GER 13  | IND 11  | CZE 14  | GBR 13  | RSM 11  | ARA Ab. | JPN Ab. | AUS Ab. | MAL Ab. | VAL 17  |        | 17e        | 33     |
| 2015  | MotoGP  | Honda   | QAT Ab. | AME Ab. | ARG 21  | ESP Ab. | FRA Ab. | ITA 17  | CAT DNS | NED     | GER     | IND     | CZE 21  | GBR 19  | RSM 21  | ARA Ab. | JPN     | AUS     | MAL     | VAL     |        | NC         | 0      |
| 2017  | MotoGP  | Ducati  | QAT 14  | ARG 10  | AME Ab. | SPA 15  | FRA Ab. | ITA 16  | CAT 14  | NED 7   | GER 17  | CZE 13  | AUT 14  | GBR 13  | RSM 17  | ARA Ab. | JPN Ab. | AUS 14  | MAL Ab. | VAL 14  |        | 20e        | 32     |
| 2018  | MotoGP  | Ducati  | QAT 15  | ARG 19  | AME Ab. | SPA 18  | FRA 17  | ITA Ab. | CAT 13  | NED Ab. | GER 18  | CZE 18  | AUT 21  | GBR C   | RSM 20  | ARA 15  | THA 17  | JPN Ab. | AUS 11  | MAL Ab. | VAL 14 | 23e        | 12     |

| Couleur | Résultat                     |
| ------- | ---------------------------- |
| Or      | Vainqueur                    |
| Argent  | 2e place                     |
| Bronze  | 3e place                     |
| Vert    | Terminé, dans les points     |
| Bleu    | Terminé, pas dans les points |
| Violet  | Abandon (Ab.) ou (Ret)       |
| Violet  | Non classé (NC)              |
| Rouge   | Pas qualifié (DNQ)           |
| Noir    | Disqualifié (DSQ)            |
| Blanc   | Pas au départ (DNS)          |
| Blanc   | Forfait (WD)                 |
| Blanc   | N'a pas participé (DNP)      |
| Blanc   | Blessé (INJ)                 |
| Blanc   | Exclu (EX)                   |
| Blanc   | Course annulée (C)           |

Système d’attribution des points
| Position | 1er | 2e | 3e | 4e | 5e | 6e | 7e | 8e | 9e | 10e | 11e | 12e | 13e | 14e | 15e |
| Points   | 25  | 20 | 16 | 13 | 11 | 10 | 9  | 8  | 7  | 6   | 5   | 4   | 3   | 2   | 1   |

### Championnat du monde de Superbike
| Année | Moto | 1      | 1      | 2       | 2      | 3      | 3      | 4       | 4      | 5      | 5       | 6      | 6       | 7     | 7       | 8       | 8      | 9      | 9      | 10      | 10     | 11     | 11     | 12  | 12  | 13      | 13      | Pos. | Pts |
| Année | Moto | R1     | R2     | R1      | R2     | R1     | R2     | R1      | R2     | R1     | R2      | R1     | R2      | R1    | R2      | R1      | R2     | R1     | R2     | R1      | R2     | R1     | R2     | R1  | R2  | R1      | R2      | Pos. | Pts |
| ----- | ---- | ------ | ------ | ------- | ------ | ------ | ------ | ------- | ------ | ------ | ------- | ------ | ------- | ----- | ------- | ------- | ------ | ------ | ------ | ------- | ------ | ------ | ------ | --- | --- | ------- | ------- | ---- | --- |
| 2016  | BMW  | AUS 13 | AUS 11 | THA Ret | THA 15 | ARA 15 | ARA 14 | NED Ret | NED 14 | ITA 16 | ITA Ret | MAL 12 | MAL Ret | GBR 9 | GBR Ret | ITA Ret | ITA 15 | USA 14 | USA 12 | GER Ret | GER 15 | FRA 16 | FRA 16 | ESP | ESP | QAT Ret | QAT Ret | 18e  | 33  |